# Philodendron populneum
Philodendron populneum là một loài thực vật có hoa trong họ Ráy (Araceae). Loài này được K.Koch ex Schott miêu tả khoa học đầu tiên năm 1860.